# Людовік Маньєн
Людовік Маньєн (фр. Ludovic Magnin, нар. 20 квітня 1979, Лозанна) — колишній швейцарський футболіст, що грав на позиції захисника.
Насамперед відомий виступами за німецькі «Вердер» та «Штутгарт», з якими ставав чемпіоном Німеччини, а також національну збірну Швейцарії.
По завершенні ігрової кар'єри — тренер. З 2018 року очолює тренерський штаб команди «Цюриха».

## Клубна кар'єра
Народився 20 квітня 1979 року в місті Лозанна. Вихованець юнацьких команд футбольних клубів «Ешаллан» та «Лозанна».
У дорослому футболі дебютував 1997 року виступами за «Івердон Спорт», що виступав у другому за рівнем дивізіоні Швейцарії. У сезоні 1998/99 «Івердону» вдається вийти у вищу лігу Швейцарії. Всього в команді Маньєн провів три сезони, взявши участь у 96 матчах чемпіонату.
Протягом 2000–2002 років захищав кольори «Лугано», з яким 2001 року ставав віце-чемпіоном Швейцарії.
Своєю грою за останню команду привернув увагу представників тренерського штабу клубу «Вердер», до складу якого приєднався на початку 2002 року. Відіграв за бременський клуб наступні три з половиною сезони своєї ігрової кар'єри. За цей час разом з командою виборов титул чемпіона Німеччини.
Влітку 2005 року уклав контракт зі «Штутгартом», у складі якого провів наступні чотири роки своєї кар'єри гравця. Більшість часу, проведеного у складі «Штутгарта», був основним гравцем захисту команди. За цей час додав до переліку своїх трофеїв ще один титул чемпіона.
Завершив професійну ігрову кар'єру у клубі «Цюрих», за команду якого виступав протягом 2010–2012 років.

## Виступи за збірну
2000 року дебютував в офіційних матчах у складі національної збірної Швейцарії. 
2002 року у складі молодіжної збірної став півфіналістом домашнього Євро.
У складі збірної брав участь у чемпіонатах Європи 2004 року у Португалії (1 матч) та 2008 року в Австрії (3 матчі без замін), а також у чемпіонатах світу 2006 року  у Німеччині (3 матчі) та 2010 року у ПАР. На Євро-2008 після травми Александера Фрая Маньєн став капітаном збірної та виводив її на матчі з Туреччиною (1-2) і Португалією (2-0).
Протягом кар'єри у національній команді, яка тривала 11 років, провів у формі головної команди країни 63 матчі, забивши 3 голи.

## Кар'єра тренера
Розпочав тренерську кар'єру невдовзі по завершенні кар'єри гравця, 2014 року, очоливши одну з юнацьких команд «Цюриха», згодом з 2017 року тренував його молодіжну команду.
20 лютого 2018 року очолив тренерський штаб головної команди «Цюриха».

## Титули і досягнення
Гравець
- Чемпіон Німеччини (2):

«Вердер»: 2003-04
«Штутгарт»: 2006-07
- Володар Кубка Німеччини (1):

«Вердер»: 2003-04
Тренер
- Володар Кубка Швейцарії (1):

«Цюрих»: 2017-18